# Musical Elma
Musical Elma (ang. Elmo: The Musical) – amerykański serial animowany.
Premiera serialu w Polsce odbyła się 20 października 2013 roku na antenie MiniMini+ w bloku Sezamkowy zakątek.

## Fabuła
Serial opowiada o perypetiach siedmioletniego czerwonego muppeta imieniem Elmo, który uwielbia podróże i niesamowite przygody. W każdym odcinku najmłodsi widzowie poznają podstawowe zagadnienia i pojęcia z dziedziny matematyki i geometrii, a także uczą się liczyć oraz nazywać kształty.

## Wersja polska
Opracowanie wersji polskiej: na zlecenie MiniMini – Start International Polska

Reżyseria: Paweł Galia

Dialogi polskie: Piotr Radziwiłowicz

Dźwięk, montaż i kierownictwo muzyczne: Jerzy Wierciński

Kierownictwo produkcji: Anna Kuszewska

Wystąpili:
- Tomasz Bednarek – Elmo
- Joanna Węgrzynowska-Cybińska – Kurtyna
- Adam Krylik –
  - Butelka (odc. 1),
  - Romb (odc. 2),
  - Marsjanin #2 (odc. 3),
  - Facet (odc. 6),
  - Baran #2 (odc. 9),
  - Ptak #1 (odc. 13),
  - Słoń (odc. 14)
- Jakub Szydłowski –
  - Ośmiornica (odc. 1),
  - Kosmokruk (odc. 3),
  - Ed (odc. 4),
  - Pentagon (odc. 9),
  - Kleks (odc. 15)
- Monika Wierzbicka –
  - Różoworybica (odc. 1),
  - Żabka #4 (odc. 5),
  - Kwiaciarka (odc. 7),
  - Rowerzystka (odc. 10),
  - Kalina (odc. 11),
  - Jurorka (odc. 14)
- Katarzyna Łaska –
  - Królowa (odc. 2),
  - Krowa #1 (odc. 7),
  - Dwójka (odc. 9),
  - Ptasia mama (odc. 13),
  - Pomidor (odc. 14)
- Wojciech Paszkowski –
  - Nos (odc. 2),
  - Podwójny gość (odc. 4),
  - Żabka #2 (odc. 5),
  - Pudełko chusteczek (odc. 6),
  - Portret #1 (odc. 9),
  - Skoczek (odc. 10)
- Tomasz Steciuk –
  - Marsjanin #1 (odc. 3),
  - Fred (odc. 4),
  - Jubiler (odc. 7),
  - Kogut (odc. 13)
- Piotr Gogol –
  - Marsjanin #3 (odc. 3),
  - Żabka #1 (odc. 5),
  - Jak (odc. 8),
  - Portret #2 (odc. 9),
  - Sportowiec (odc. 12),
  - Ptak #2 (odc. 13)
- Jacek Bończyk –
  - Podwójny gość (odc. 4),
  - Kret (odc. 8),
  - Baran #1 (odc. 9),
  - Aranżer (odc. 11),
  - Kaczor (odc. 13)
- Grzegorz Kucias –
  - Podwójny zbir (odc. 4),
  - Portret #3 (odc. 9),
  - Półfini (odc. 10),
  - Ptak #3 (odc. 13)
- Stefan Każuro –
  - Podwójny zbir (odc. 4),
  - Mieszczanin (odc. 5),
  - Zawodnik #1 (odc. 13)
- Zuzanna Galia –
  - Mysz #1 (odc. 5),
  - Świnka #1 (odc. 7),
  - Kozica #1 (odc. 8),
  - Wiewiórka (odc. 10)
- Wojciech Brzeziński –
  - Mysz #2 (odc. 5),
  - Krowa #2 (odc. 7),
  - Pomiędzyni (odc. 11),
  - Zawodnik #2 (odc. 13)
- Katarzyna Owczarz –
  - Mieszczanka (odc. 5),
  - Żabka #3 (odc. 5),
  - Świnka #2 (odc. 7),
  - Yeti Netti (odc. 8),
  - Biegaczka (odc. 10),
  - Kura (odc. 11)
- Anna Sroka-Hryń –
  - Żabka #5 (odc. 5),
  - Pingwinica (odc. 7),
  - Kozica #2 (odc. 8),
  - Trójka (odc. 9),
  - Megafon (odc. 12),
  - Kaczka (odc. 13)
- Przemysław Glapiński – Szerpa (odc. 8)
- Piotr Bąk – Spiker (odc. 14)
- Jarosław Domin

i inni
Lektor: Paweł Galia

## Spis odcinków
| Premiera odcinka | Nr | Polski tytuł                   | Angielski tytuł              |
| ---------------- | -- | ------------------------------ | ---------------------------- |
|                  |    |                                |                              |
| SERIA PIERWSZA   |    |                                |                              |
|                  |    |                                |                              |
| 21.10.2013       | 01 | Kapitan – nasz musical         | Sea Captain the Musical      |
|                  |    |                                |                              |
| 22.10.2013       | 02 | Guacamole – nasz musical       | Guacamole the Musical        |
|                  |    |                                |                              |
| 23.10.2013       | 03 | Pizza – nasz musical           | Pizza the Musical            |
|                  |    |                                |                              |
| 24.10.2013       | 04 | Kowboj – nasz musical          | Cowboy the Musical           |
|                  |    |                                |                              |
| 25.10.2013       | 05 | Książę Elmo – nasz musical     | Prince Elmo the Musical      |
|                  |    |                                |                              |
| 26.10.2013       | 06 | Detektyw – nasz musical        | Detective the Musical        |
|                  |    |                                |                              |
| 27.10.2013       | 07 | Samolot – musical              | Airplane the Musical         |
|                  |    |                                |                              |
| 28.10.2013       | 08 | Alpiniści – musical            | Mountain Climber the Musical |
|                  |    |                                |                              |
| 29.10.2013       | 09 | Prezydent Elmo – nasz musical  | President the Musical        |
|                  |    |                                |                              |
| 30.10.2013       | 10 | Złota rączka – nasz musical    | Repair Monster the Musical   |
|                  |    |                                |                              |
| 31.10.2013       | 11 | Cyrk – nasz musical            | Circus the Musical           |
|                  |    |                                |                              |
| 01.11.2013       | 12 | Sportowiec – musical           | Athlete the Musical          |
|                  |    |                                |                              |
| 02.11.2013       | 13 | Ptak – nasz musical            | Bird the Musical             |
|                  |    |                                |                              |
| 24.09.2014       | 14 | Pomidor – nasz musical         | Tomato the Musical           |
|                  |    |                                |                              |
| 25.09.2014       | 15 | Mistrz karateka – nasz musical | Karate Master the Musical    |
|                  |    |                                |                              |